# Лего пријатељи
Лего пријатељи (енгл. Lego Friends) је Лего бренд за девојчице, који је објављен 2012. године по старијим идејама. Главне јунакиње су Оливија, Стефани, Миа, Ема и Андреа. Такође постоји и цртана серија која прати главне јунакиње ове серије. У Србији, Хрватској, Црној Гори, Босни и Херцеговини и Македонији се на српском језику приказивала на ТВ Ултра од 2014. и на Минимакс ТВ од 2015. године. За ТВ Ултра је синхронизацију (без синх. песама) радио студио Лаудворкс, а за Минимакс ТВ (са појединим синх. песмама) студио Студио. Нема DVD издања.

## Улоге у цртаној серији
| Име лика     | Српски глас (Лаудворкс)              | Српски глас (Студио)                                    |
| ------------ | ------------------------------------ | ------------------------------------------------------- |
| Мија         | Јелена Ђорђевић Поповић              | Ива Стефановић                                          |
| Ема          | Јелена Стојиљковић                   | Ивана Тењовић                                           |
| Оливија      | Драгана Милошевић                    | Милена Живановић                                        |
| Андреа       | Александра Ристовић                  | Ива Стефановић                                          |
| Стефани      | Мариана Аранђеловић Душица Новаковић | Сања Симић (S1-2) Марија Стокић(S3-4)                   |
| Лејси        | Ивана Александровић                  | Софија Јуричан                                          |
| Тања         | Јелена Стојиљковић                   | Софија Јуричан (S1) Сања Симић (S2) Марија Стокић(S3-4) |
| Мушки ликови | Милан Тубић                          | Милан Тубић                                             |